# NGC 5610
NGC 5610 (również PGC 51450 lub UGC 9230) – galaktyka spiralna z poprzeczką (SBab), znajdująca się w gwiazdozbiorze Wolarza. Odkrył ją William Herschel 19 maja 1784 roku. Należy do galaktyk Seyferta typu 2.